# ハミングバード・プロジェクト 0.001秒の男たち
『ハミングバード・プロジェクト 0.001秒の男たち』（ハミングバードプロジェクト れいてんれいれいいちびょうのおとこたち、The Hummingbird Project）は2018年のカナダ・ベルギーのドラマ映画。監督はキム・グエン、出演はジェシー・アイゼンバーグとアレクサンダー・スカルスガルドなど。
0.001秒でも先に市場の情報を得るために1,600kmの通信回線の敷設に挑んだ男たちの実話を映画化した作品である。
2018年9月に開催された第43回トロント国際映画祭で初上映された。

## ストーリー
ヴィンセントとアントンは従兄同士で、共に高頻度取引に携わっている。2011年、2人はある計画を実行に移すことにする。その計画とはカンザス州にあるデータセンターとニューヨーク証券取引所の間（約1600㎞）に、最短距離である直線で光ファイバーを敷設することである。これによって、従来より0.001秒早い注文が可能となり、ビジネス面で大きなアドバンテージを得られると考えたのである。
ところが、敷設に至るまでの道のりは決して平坦なものではなく、土地の権利保有者たちから光ファイバーを敷設する権利をやっとの思いで得た矢先、2人の計画を察知した元上司（エヴァ）から執拗な妨害を受ける羽目になる。しかも、ヴィンセントが胃癌であることが判明する。

## キャスト
※括弧内は日本語吹替声優。
- ヴィンセント・ザレスキ: ジェシー・アイゼンバーグ（武藤正史） - プロジェクトの発案者。
- アントン・ザレスキ: アレクサンダー・スカルスガルド（庄司然） - 天才プログラマー。
- エヴァ・トレス: サルマ・ハエック（なかせひな）
- マーク・ヴェガ: マイケル・マンド（櫻井慎二朗）
- マーシャ: サラ・ゴールドバーグ（英語版）
- ジェニー: アンナ・マグワイア（福乃愛）
- ブライアン・テイラー: フランク・スコーピオン（フランス語版）（石原辰己）
- アーミッシュの長老: ヨハン・ヘルデンベルグ（英語版）（西垣俊作）
- レイ: クワシ・ソンギ（英語版）（越後屋コースケ）
- オフィーリア: アイーシャ・イッサ（英語版）

## 製作
2017年5月8日、ジェシー・アイゼンバーグとアレクサンダー・スカルスガルドが本作に出演するとの報道があった。9月9日、サルマ・ハエックの出演が決まったと報じられた。10月16日、マイケル・マンドがキャスト入りした。11月、本作の主要撮影がカナダのケベックで始まった。

## 公開・マーケティング
2018年2月16日、本作の劇中写真が初めて公開された。9月8日、本作は第43回トロント国際映画祭でプレミア上映された。11日、ジ・オーチャードが本作の全米配給権を獲得したと報じられた。22日、本作がバンクーバー国際映画祭で上映された。2019年1月18日、本作のオフィシャル・トレイラーが公開された。

## 評価
本作に対する批評家からの評価は平凡なものに留まっている。映画批評集積サイトのRotten Tomatoesには117件のレビューがあり、批評家支持率は57%、平均点は10点満点で6.04点となっている。サイト側による批評家の見解の要約は「上質の演技があり、スマートな作品である『ハミングバード・プロジェクト 0.001秒の男たち』はキム・グエン監督のフィルモグラフィに実に面白い1本（欠点はあるが）を付け加えることになった。」となっている。また、Metacriticには26件のレビューがあり、加重平均値は58/100となっている。